# Супра (Вагайский район)
Супра — село в Вагайском районе Тюменской области, административный центр сельского поселения Супринское.

## География
Село находится на берегу рек Иртыш и Большая Супра. Автобусное сообщение. 

## Инфраструктура
- Школа

## Население
| 2010 |
| ---- |
| 702  |